# Pseudolimnophila luteipennis
Pseudolimnophila luteipennis är en tvåvingeart som först beskrevs av Osten Sacken 1860.  Pseudolimnophila luteipennis ingår i släktet Pseudolimnophila och familjen småharkrankar. Inga underarter finns listade i Catalogue of Life.